# أولاد بن علي (النجاجرة)
أولاد بن علي هو دُوَّار يقع بجماعة البسابسا، إقليم تاونات، جهة فاس مكناس في المملكة المغربية. ينتمي الدوّار لمشيخة النجاجرة التي تضم 18 دوار. يقدر عدد سكانه بـ 89 نسمة حسب الإحصاء الرسمي للسكان والسكنى لسنة 2004.

## روابط خارجية
- البوابة الوطنية للجماعات الترابية
- المندوبية السامية للتخطيط